# Barak (cours d'eau)
Pour les articles homonymes, voir Barak.
Le Barak est un cours d'eau traversant l'Inde et le Bangladesh, en Asie du Sud. Celui-ci a une longueur de 900 kilomètres, il est l'affluent de la rivière de Tuivai, en Inde. 